# Volker Biesenbender
Volker Biesenbender (* 1950 in Duisburg) ist ein deutscher Geiger und Bratscher, der genreübergreifend tätig ist.

## Leben und Wirken
Biesenbender studierte an der Yehudi Menuhin School in England sowie an den Musikhochschulen in Hannover und Tel Aviv. Nach seinem Studium der historischen Aufführungspraxis an der Schola Cantorum Basiliensis beschäftigte er sich eingehend mit der Musiktradition anderer Kulturen und mit der Improvisation. Er ist erster Preisträger des Israelischen Hochschulwettbewerbes und des Yehudi Menuhin Wettbewerbes Paris 1996; 1999 erhielt er den Musikpreis des Kantons Basel-Landschaft. 
Biesenbender war als klassischer Konzertmusiker tätig, führte wiederholt Bachs Sonaten und Partiten für Violine solo auf und interpretierte u. a. Werke von Elmar Lampson. Daneben unternahm er Tourneen mit afrikanischen, indischen und arabischen Musikern. Weiterhin trat er mit Yehudi Menuhin, Jordi Savall, Didier Lockwood, Stéphane Grappelli, Nigel Kennedy, Titi Winterstein, L. Subramaniam, Burhan Öçal und Andreas Staier auf. Mit Klaus Bruder spielte er im Trio Avodah, das zwei Alben veröffentlichte. Beim Yehudi-Menuhin-Festival in Gstaad improvisierte er auch mit George Gruntz, Daniel Schnyder und Rudolf Lutz. In der Formation La Banda Ki arbeitete er seit 2010 mit Michelangelo Rinaldi und Clara Gervais.
Mehrere Komponisten widmeten Biesenbender Werke; 2006 führte er erstmals das für ihn von Jacques Loussier geschaffene Konzert für improvisierende Violine und Orchester beim Menuhin-Festival in Gstaad auf. 2008 porträtierte ihn der Dokumentarfilmer Uri Hes in dem israelisch-französischen Film Ein Geiger mit Vergangenheit.
Biesenbender wirkt als Dozent für Improvisation an der Zürcher Hochschule der Künste und leitete diverse Workshops und Meisterkurse. Er verfasste zwei Bücher, Von der unerträglichen Leichtigkeit des Instrumentalspiels und Aufforderung zum Tanz (beide erschienen im Nepomuk-Verlag, Aarau), in denen er sich für einen konsequent improvisierenden Umgang mit jeder Art von Musik ausspricht.